# Antón de Madrid
Antón de Madrid (* im 15. Jahrhundert; † im 16. Jahrhundert) war ein spanischer Maler und Vergolder. Er lebte und arbeitete in der Zeit um 1500 in der Stadt Zafra in der heutigen Autonomen Gemeinschaft Extremadura im Südwesten Spaniens.

## Leben und Werk
Über die Herkunft und das Leben des Künstlers ist so gut wie nichts bekannt, sein Vorname weist eher auf eine mitteleuropäische als auf eine spanische Herkunft hin. Vor seiner Tätigkeit im Südwesten Spaniens soll er in León und Umgebung gearbeitet haben; sein einzig erhaltenes Werk jedoch ist das spätgotische Altarretabel mit 28 Bildtafeln in der Iglesia del Divino Salvador im Ort Calzadilla de los Barros in der Extremadura. Andere schriftlich bezeugte Werke in Alange, Usagre, Fuente de Cantos und Ribera del Fresno werden ihm, dem u. g. Zitat zufolge, zugeschrieben, sind aber nicht erhalten. Das einem „Meister aus Zafra“ zugeschriebene Werk des San Miguel Arcángel (= Erzengel Michael) in der Sammlung des Museo del Prado könnte ebenfalls von ihm stammen.
Die einzige historische Nachricht über den Künstler stammt von einem seiner Mitarbeiter: